# Polianilina

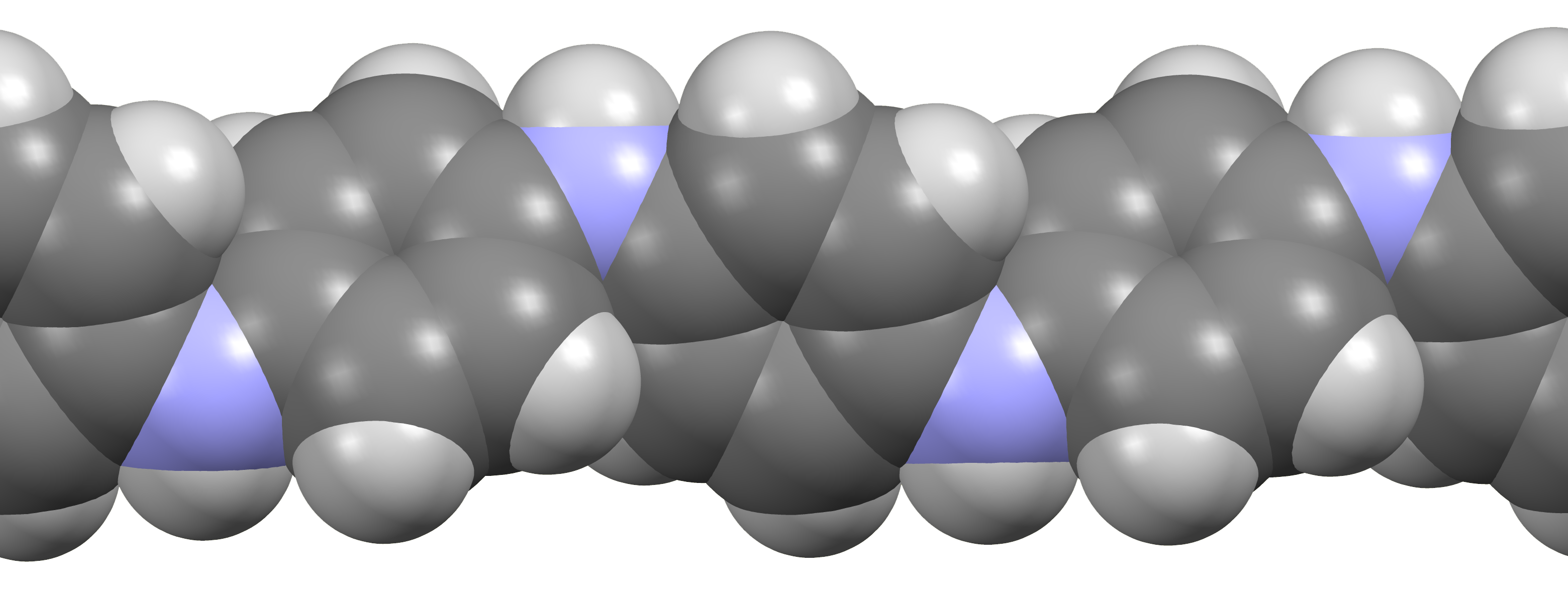
Model d'ompliment d'espai de l'estructura local d'una cadena de polianilina en l'estat d'oxidació de la base leucoesmeraldina reduïda (LEB), basat en l'estructura cristal·lina del tetràmer.

La polianilina (PANI) és un polímer conductor i semiconductor orgànic de la família dels polímers de vareta semiflexible. El compost ha estat d'interès des de la dècada del 1980 per la seva conductivitat elèctrica i les seves propietats mecàniques. La polianilina és un dels polímers conductors més estudiats.

## Desenvolupament històric
La polianilina va ser descoberta al segle XIX per F. Ferdinand Runge (1794–1867), Carl Fritzsche (1808–1871), John Lightfoot (1831–1872) i Henry Letheby (1816–1876). Lightfoot va estudiar l'oxidació de l'anilina, que s'havia aïllat només 20 anys abans. Va desenvolupar la primera ruta comercialment reeixida per obtenir el tint anomenat negre d'anilina. El primer informe definitiu sobre la polianilina no es va publicar fins al 1862, que incloïa un mètode electroquímic per a la determinació de petites quantitats d'anilina.
Des de principis del segle xx, es van publicar informes ocasionals sobre l'estructura del PANI.

Estructures de polianilina (n+m = 1, x = mig grau de polimerització).

Polimeritzada a partir de l'anilina de baix cost, la polianilina es pot trobar en un dels tres estats d'oxidació idealitzats:
- leucoesmeraldina – blanca/clara i incolora (C6H4NH)n
- esmeraldina – verd per a la sal  d'esmeraldina, blau per a la base d'esmeraldina ([C6H4NH]2 [C6H4N]2)n
- (per)nigranilina – blau/violeta (C6H4N)n

A la figura, x és igual a la meitat del grau de polimerització (DP). La leucoesmeraldina amb n = 1, m = 0 és l'estat completament reduït. La pernigranilina és l'estat completament oxidat (n = 0, m = 1) amb enllaços imina en lloc d'enllaços amina. Els estudis han demostrat que la majoria de les formes de polianilina són un dels tres estats o mescles físiques d'aquests components. La forma esmeraldina (n = m = 0,5) de la polianilina, sovint anomenada base esmeraldina (EB), és neutra; si està dopada (protonada) s'anomena sal d'esmeraldina (ES), amb els nitrogens iminicos protonats per un àcid. La protonació ajuda a deslocalitzar l'estat de diiminoquinona-diaminobenzè que altrament estaria atrapat. La base d'esmeraldina es considera la forma més útil de polianilina a causa de la seva alta estabilitat a temperatura ambient i del fet que, en dopar-la amb àcid, la forma de sal d'esmeraldina resultant de la polianilina és altament conductora elèctricament. La leucoesmeraldina i la pernigranilina són mals conductors, fins i tot quan es dopen amb un àcid.
El canvi de color associat amb la polianilina en diferents estats d'oxidació es pot utilitzar en sensors i dispositius electrocròmics. Els sensors de polianilina solen explotar els canvis en la conductivitat elèctrica entre els diferents estats d'oxidació o nivells de dopatge. El tractament de l'esmeraldina amb àcids augmenta la conductivitat elèctrica fins a deu ordres de magnitud. La polianilina no dopada té una conductivitat de 6,28×10−9 S/m, mentre que es poden aconseguir conductivitats de 4,60×10−5 S/m dopant-la amb un 4% d'HBr. El mateix material es pot preparar per oxidació de la leucoesmeraldina.

## Síntesi
Tot i que els mètodes sintètics per produir polianilina són força senzills, el mecanisme de polimerització és probablement complex. La formació de leucoesmeraldina es pot descriure de la següent manera, on [O] és un oxidant genèric:
nC6H5NH2 + [O] → [C6H4NH] n + H2O
Un oxidant comú és el persulfat d'amoni en àcid clorhídric 1 M (es poden utilitzar altres àcids). El polímer precipita com una dispersió inestable amb partícules a escala micromètrica.
La (per)nigranilina es prepara per oxidació de la base esmeraldina amb un peràcid:
{ [ C₆H₄NH ] ² [ C₆H₄N] ² } n + RCO³H → [ C₆H₄N ] n + H₂O + RCO₂H
L'anilina també es pot polimeritzar electroquímicament directament sobre superfícies conductores sense l'ús d'un oxidant químic.

### Processament
La síntesi de nanoestructures de polianilina és fàcil.
Utilitzant dopants tensioactius, la polianilina es pot fer dispersable i, per tant, útil per a aplicacions pràctiques. La síntesi a granel de nanofibres de polianilina s'ha investigat àmpliament.
Es proposa un model multietapa per a la formació de la base esmeraldina. En la primera etapa de la reacció es forma l'estat d'oxidació de la sal PS de pernigranilina. En la segona etapa, la pernigranilina es redueix a la sal d'esmeraldina a mesura que el monòmer d'anilina s'oxida al catió radical. En la tercera etapa, aquest catió radical s'acobla amb la sal ES. Aquest procés pot ser seguit per una anàlisi de dispersió de la llum que permet determinar la massa molar absoluta. Segons un estudi, en el primer pas s'assoleix un DP de 265 amb el DP del polímer final a 319. Aproximadament el 19% del polímer final està format pel catió radical anilina que es forma durant la reacció.
La polianilina es produeix típicament en forma d'agregats de polímers de cadena llarga, dispersions de nanopartícules estabilitzades amb tensioactius (o dopants) o dispersions de nanofibres sense estabilitzadors, depenent del proveïdor i la via sintètica. Les dispersions de polianilina estabilitzades amb tensioactius o dopants estan disponibles per a la venda comercial des de finals dels anys noranta.

## Aplicacions potencials
Les principals aplicacions són la fabricació de plaques de circuits impresos: acabats finals, utilitzats en milions de m² cada any, recobriments antiestàtics i ESD, i protecció contra la corrosió. La polianilina i els seus derivats també s'utilitzen com a precursor per a la producció de materials de carboni dopats amb N mitjançant tractament tèrmic a alta temperatura. Els sensors impresos basats en polianilina esmeraldina també han rebut molta atenció per a aplicacions generalitzades on els dispositius es fabriquen normalment mitjançant impressió de serigrafia, raig de tinta o raig d'aerosolstremio.